# Johann Conrad Barchusen

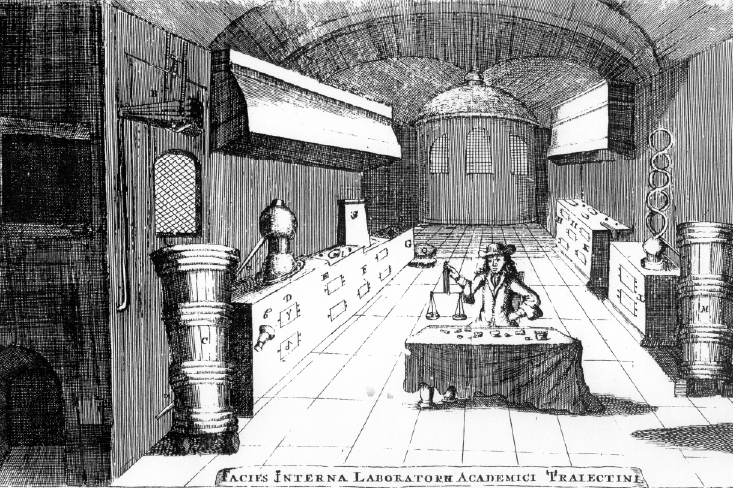
Johann Conrad Barchusen in seinem Labor

Johann Conrad Barchusen, eigentlich Barkhausen, manchmal auch Barchausen, (* 16. März 1666 in Horn in Lippe; † 2. Oktober 1723 in Utrecht, Niederlande) war ein deutscher Apotheker, Chemiker und Arzt.

## Leben

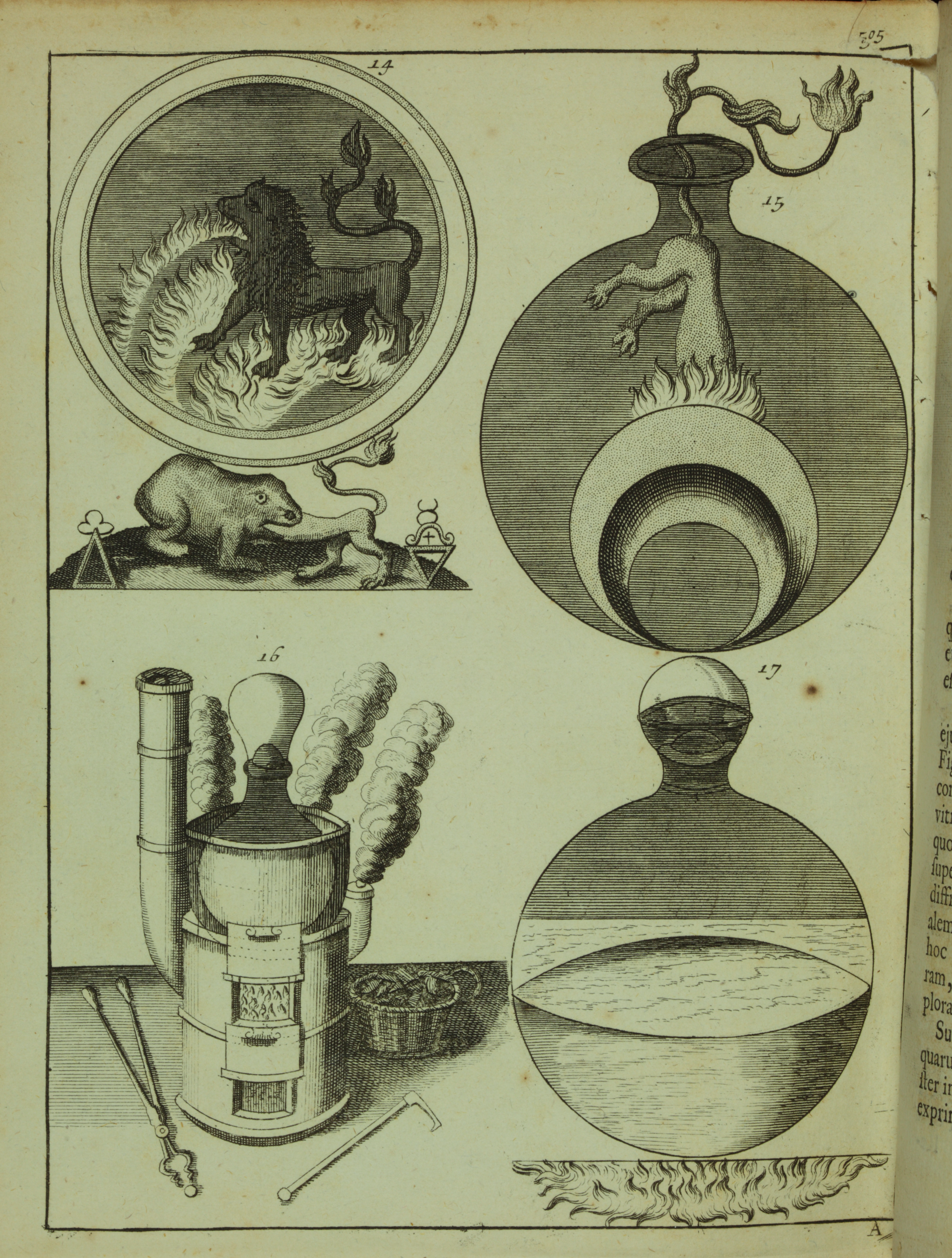
Elementa chemiæ, 1718, S. 505

Er war der älteste Sohn des Hornschen Bürgers und Ratsherrn Conrad Barkhausen († 1678) und dessen Frau Catharina Hedwig Barkhausen († 1674), geborene Eichhof. Nach dem frühen Tod seiner Eltern starben 1679 auch die Großeltern. Barchusen kam in die Obhut seines Onkels in Detmold, des gräflichen Archivars, Bibliothekars und Prokurators Franz Caspar Barkhausen (1636–1715), und lernte Latein und Altgriechisch. Anschließend erhielt er in Berlin, Mainz und Wien eine Ausbildung zum Apotheker. 1690 erschien sein erstes Buch Pharmacopoeus synopticus, ein pharmazeutisches Lehrbuch, das noch zu seinen Lebzeiten zwei weitere Auflagen erlebte. 1693 kehrte er nach Horn zurück, hatte hier aber als Apotheker keine Perspektive und begab sich erneut auf Reisen, die ihn über Ungarn nach Italien führten. Dort wurde Barchusen Leibarzt des venezianischen Dogen und Flottenkommandanten Francesco Morosini und begleitete diesen auf einer militärischen Expedition nach Morea (Peloponnes). Der 75-jährige Morosini starb jedoch schon im Januar 1694 in seinem Winterquartier in Neapel.

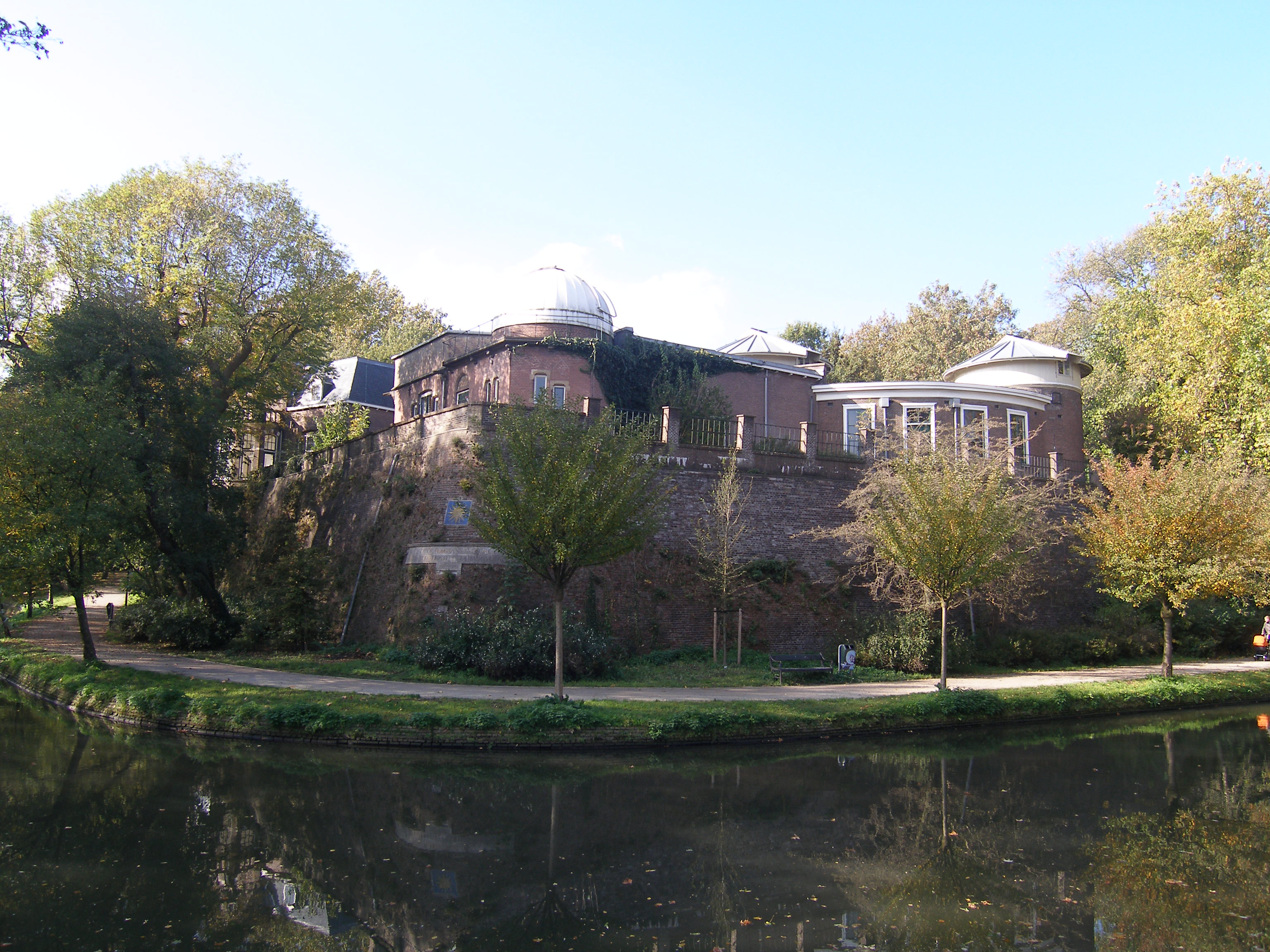
Bastion Sonnenborgh in Utrecht, in der 1695 Barchusens chemisches Labor entstand

Am 16. September 1694 erteilte der Magistrat der Stadt Utrecht Barchusen die Erlaubnis, an der dortigen Universität Kurse in Chemie zu geben, wozu er eigentlich nicht berechtigt war, da er nicht studiert hatte. Die Kurse waren so erfolgreich, dass der Magistrat ihm mit Beschluss vom 8. April 1695 ein eigenes chemisches Laboratorium in der Bastion Sonnenborgh finanzierte, das erste seiner Art in Utrecht. Am 3. Oktober 1698 wurde ihm der Doktor der Medizin ehrenhalber verliehen. Gleichzeitig erhielt er einen Lehrauftrag an der Universität. Am 19. März 1703 wurde er zum außerordentlichen Professor für Chemie ernannt, dem ersten in Utrecht. Neben seiner Lehrtätigkeit, die er bis zu seinem Tod im Jahre 1723 ausübte, betrieb er auch eine eigene Arztpraxis.
Am 13. Dezember 1699 schloss Barchusen die Ehe mit Marie Johanne van Pijlsweert († 1717), die einer wohlhabenden Utrechter Familie entstammte. Der einzige Sohn Conrad wurde im darauffolgenden Jahr geboren, verstarb aber noch als Kind.

## Leistung
Barchusen beschäftigte sich unter anderem mit der Bernsteinsäure. Er führte analytische Untersuchungen des Blutes und der Galle durch. Seine eigentliche Bedeutung liegt aber darin, dass er einer der ersten Vertreter des universitären Lehrfaches Chemie war, das bis dahin als Teilgebiet der Medizin aufgefasst wurde. Barchusen lehrte in seinem Leben ausschließlich Chemie und verfasste dazu vier Lehrbücher. Zwei weitere Schriften sind der Medizin zuzuordnen.

## Sonstiges
Barchusen war auch botanisch interessiert. Die Pflanzengattung Pippau (Crepis) trug früher den Namen Barkhausia.
Das chemische Laboratorium Barchusens in Utrecht wurde im Jahr 2000 von Archäologen ausgegraben und kann heute im Museum Sonnenborgh besichtigt werden.

## Werke

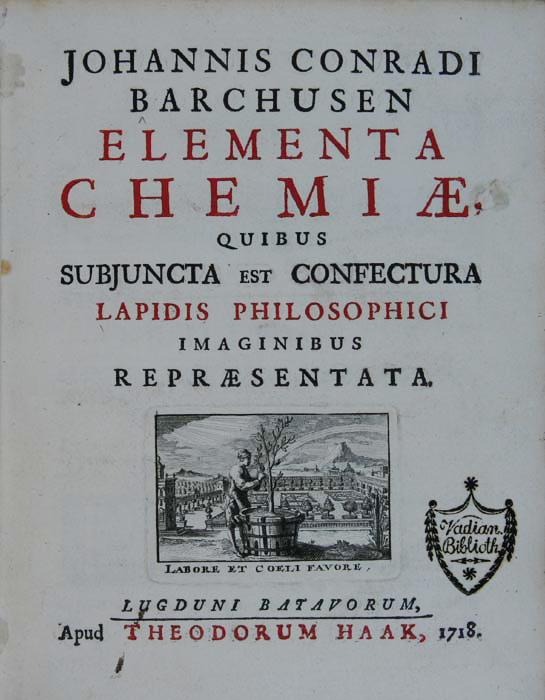
Elementa chemiæ, 1718

- Pharmacopoeus synopticus, seu synopsis pharmaceutica, plerasque medicaminum, compositiones, ac formulas, eorumque conficiendi methodum exhibens, 1. Auflage, Frankfurt 1690, 2. Auflage, Utrecht 1696, 3. revidierte Auflage unter dem Titel Synopsis pharmadae, Leiden 1712
- Pyrosophia succincte atque breviter iatrochemiam, rem metallicam et chrysopoeiam pervestigans. Opus medicis, physicis, chemicis, pharmacopoeis, metallicis & non inutile, 1. Auflage, Leiden 1698, 2. revidierte Auflage unter dem Titel Elementa chemiae, quibus subjuncta est confectura lapidis philosophici imaginibus repraesentata, Leiden 1718
- Acroamata, in quibus complura ad iatrochemiam atque physicam spectantia, jocunda rerum varietate, explicantur, Utrecht 1703
- Compendium rationicii chemici more geometrarum concinnatum, Leiden 1712
- Historia medicinae, 1. Auflage Amsterdam 1710, 2. revidierte Auflage unter dem Titel De medicinae origine et progressu dissertationes, Utrecht 1723
- Collecta medicinae practicae generalis. Quibus subjunctus est Dialogus de optima medicorum secta, Amsterdam 1715